# Betty Lindner
Maria Elisabeth (Betty) Lindner, född 4 juni 1815 i Göteborg, död 20 april 1881 i Örgryte församling,  Göteborg, var en svensk entreprenör. Hon var en centralfigur i Göteborgs finansvärld vid 1800-talets mitt.
Betty Lindner var dotter till en byggmästare Gottlieb Lindner från Tyskland, som blev mycket förmögen i Sverige. Lindner ärvde år 1830 en förmögenhet av sin far, som hon tack vare att hon var ogift och därmed myndig kunde sköta själv. Hon anlitade ingen advokat och förklarade att hon inte kände förtroende för någon annan än borgmästare Björck och föredrog att sköta sina affärer själv. Genom investeringar och låneutgivningsverksamhet blev hon en ledande gestalt i Göteborgs affärsvärld.
"I handel och vandel ådagalade hon en samvetsgrann redbarhet och i allmänhet tog hon vid sina affärstransaktioner icke mer än 6 procent. Men hon visste äfven att i detta fall begagna sig af konjunkturerna, och under 1857 års handelskris lånte hon ut stora belopp till de förnämsta Göteborgshusen, men denna gång mot 15 procent. Krisens annalkande kände hon på förhand, och för att möta densamma hade hon placerat stora belopp hos bankiren Baur i Altona. Hon sålde sedan sina växlar på detta hus till mycket hög kurs, men hon var för snål att begagna tryckta växelblanketter, utan skref själf fullständigt sina växlar. Man ser äfven häraf, att Betty var ett utprägladt finansgeni." 
Betty Lindner var mycket bildad och beskrivs som en skönhet som ung. År 1845 introducerades hon i societeten av landshövdingens fru. Som arvtagerska fick hon motta många frierier. Hon förlovade sig med en adlig officer men slog upp förlovningen liksom sin andra förlovning med en tysk, båda gånger efter att ha betalat för brutet äktenskapslöfte; hon tackade också nej till ytterligare en man som i många år ska ha uppvaktat henne. Som ung höll hon länge ett stort sällskapsliv och tog emot konstnärer och andra kända personer som Ekbohrn, J. P. Molin, Herman Bjursten, Sandvall, Handelstidningens dåvarande redaktör, och Pontus Wikner.
Med tiden ska hon ha utvecklat en excentrisk livsföring, präglad av stor sparsamhet. Hon bodde på egendomen Stora Skär utanför Göteborg. Hon var kulturintresserad och besökte ofta teatern och olika föreläsningar samt stadsfullmäktiges sammanträden. På 1860-talet beskrivs hon som ett original, alltid mycket enkelt klädd. Hon avled i lunginflammation.